# Equity Tournament 1974 - Singolare
Il singolare del torneo di tennis Equity Tournament 1974, facente parte della categoria Grand Prix, ha avuto come vincitore Vijay Amritraj che ha battuto in finale Karl Meiler con il punteggio di 6–4, 6–3.

## Tabellone

### Legenda
| - Q = Qualificato - WC = Wild card - LL = Lucky loser | - ALT = Alternate - SE = Special Exempt - PR = Protected Ranking | - w/o = Walkover - r = Ritirato - d = Squalificato |

### Finali
|  | Quarti di finale | Quarti di finale | Quarti di finale | Quarti di finale | Quarti di finale |  |  | Semifinali     | Semifinali     | Semifinali     | Semifinali     | Semifinali  |   |   | Finale         | Finale         | Finale         | Finale | Finale |  |
|  |                  |                  |                  |                  |                  |  |  |                |                |                |                |             |   |   |                |                |                |        |        |  |
|  | Jimmy Connors    | Jimmy Connors    | 6                | 6                | 6                |  |  |                |                |                |                |             |   |   |                |                |                |        |        |  |
|  | Ian Crookenden   | Ian Crookenden   | 7                | 1                | 4                |  |  | Jimmy Connors  | Jimmy Connors  | Jimmy Connors  | Jimmy Connors  | w/o         |   |   |                |                |                |        |        |  |
|  | Vijay Amritraj   | Vijay Amritraj   | 6                | 6                | 6                |  |  | Vijay Amritraj | Vijay Amritraj | Vijay Amritraj | Vijay Amritraj |             |   |   |                |                |                |        |        |  |
|  | Ian Fletcher     | Ian Fletcher     | 7                | 2                | 4                |  |  |                |                |                |                |             |   |   | Vijay Amritraj | Vijay Amritraj | Vijay Amritraj | 6      | 6      |  |
|  | Charles Owens    | Charles Owens    | 6                | 6                | 6                |  |  |                |                | Karl Meiler    | Karl Meiler    | Karl Meiler | 3 | 3 |                |                |                |        |        |  |
|  | Vitas Gerulaitis | Vitas Gerulaitis | 7                | 4                | 2                |  |  | Charles Owens  | Charles Owens  | Charles Owens  | 5              | 4           |   |   |                |                |                |        |        |  |
|  | Karl Meiler      | Karl Meiler      | 6                | 6                | 6                |  |  | Karl Meiler    | Karl Meiler    | Karl Meiler    | 7              | 6           |   |   |                |                |                |        |        |  |
|  | Byron Bertram    | Byron Bertram    | 7                | 4                | 2                |  |  |                |                |                |                |             |   |   |                |                |                |        |        |  |